# Cinnamomum impressicostatum
Cinnamomum impressicostatum är en lagerväxtart som beskrevs av André Joseph Guillaume Henri Kostermans. Cinnamomum impressicostatum ingår i släktet Cinnamomum och familjen lagerväxter. Inga underarter finns listade i Catalogue of Life.